# Dresserus namaquensis
Espèce
Dresserus namaquensis est une espèce d'araignées aranéomorphes de la famille des Eresidae.

## Distribution
Cette espèce se rencontre en Afrique du Sud au Cap-du-Nord et en Namibie.

## Description
La femelle holotype mesure 15 mm.

## Étymologie
Son nom d'espèce, composé de namaqu[aland] et du suffixe latin -ensis, « qui vit dans, qui habite », lui a été donné en référence au lieu de sa découverte, le Namaqualand.

## Publication originale
- Purcell, 1908 : Araneae. Forschungsreise in Südafrika, 1(2). Denkschriften der Medicinisch-Naturwissenschaftlichen Gesellschaft zu Jena, vol. 13, p. 203-246 (texte intégral).